# Réserve naturelle régionale des prairies et roselière des Dureaux
La réserve naturelle régionale des prairies et roselière des Dureaux (RNR166) est une réserve naturelle régionale (RNR) de la région Pays de la Loire. Créée sous la forme d'une réserve naturelle volontaire en 2001, elle a été classée en RNR le 28 septembre 2009 pour une superficie de 10,45 ha. Le 17 novembre 2023, son périmètre est étendu à 25,28 ha.

## Localisation

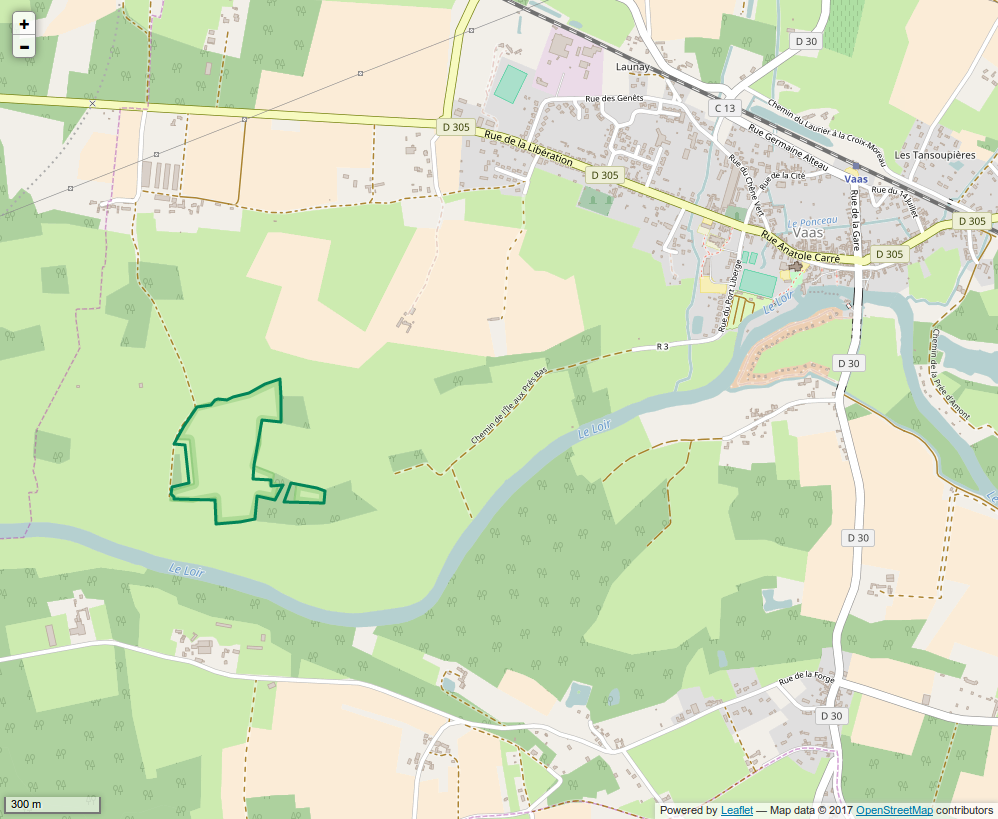
Périmètre de la réserve naturelle.

La réserve naturelle est située au sud du département de la Sarthe, au cœur de la vallée du Loir et à 2 kilomètres du village de Vaas.

## Histoire du site et de la réserve
Le site a fait l'objet d'un classement en réserve naturelle volontaire le 18 décembre 2001.
La réserve naturelle volontaire est supprimée par la loi "Démocratie de proximité" en 2002. Le conseil régional en fait une réserve naturelle régionale par délibération le 28 septembre 2009.

## Écologie (biodiversité, intérêt écopaysager…)
Le site est composé principalement de prairies humides dépendant des crues du Loir et d'une roselière, le tout marqué par un paysage bocager typique de la vallée du Loir.

### Flore
On compte sur le site plus de 200 espèces végétales dont les plus remarquables sont la Renoncule à feuilles d'ophioglosse (Ranunculus ophioglossifolius), la Grande Douve (Ranunculus lingua), la Gratiole officinale (Gratiola officinalis), l'Inule d'Angleterre (Inula britannica), le Jonc à deux faces (Juncus anceps) et la Stellaire des marais (Stellaria palustris).

### Faune
L'avifaune compte le discret Râle des genêts (Crex crex), la Locustelle luscinoïde (Locustella luscinioides), le Râle d'eau (Rallus aquaticus) et le Traquet tarier (Saxicola rubetra).
Dans les amphibiens, on trouve la Grenouille agile (Rana dalmatina), le Crapaud commun (Bufo bufo), la Rainette arboricole (Hyla arborea) et la Grenouille verte (Rana kl. esculenta).
Pour les papillons fréquentant le site, on peut citer le Cuivré des marais (Lycaena dispar).

## Intérêt touristique et pédagogique
L'accès au public est libre dans le respect de la réglementation. La réserve est accessible par le chemin rural des Dureaux. Il est
conseillé de stationner au hameau des Dureaux et de rejoindre la réserve à pied par le chemin des Dureaux.

## Administration, plan de gestion, règlement
La réserve naturelle est gérée par le Conservatoire d'espaces naturels Sarthois et le Groupe Sarthois Ornithologique.

### Outils et statut juridique
La réserve naturelle a été créée par une délibération du 28 septembre 2009. Elle fait également partie de la ZNIEFF no 520015273 « Marais des Dureaux, des Belles et de la Noé-Guy ». Une nouvelle délibération du 17 novembre 2023 étend le périmètre et adapte la réglementation.